# 西諾丁漢 (新罕布什爾州)
西諾丁漢（英語：West Nottingham）是位於美國新罕布什爾州羅京安縣的非建制地區。

## 歷史
西諾丁漢的郵局自1864年營運至今。

## 地理
西諾丁漢所處的海拔為高於海平面109米（即358英呎），而該地所採用的時區為UTC-5，即北美东部时区（EST）。同時該地設有夏令時間，為UTC-5調快一小時，即UTC-4（EDT）。